# ابوالقاسم امامی
ابوالقاسم امامی (متولد ۱۳۱۳) مترجم ایرانی است. او در چهارمین دوره جشنواره فارابی به‌عنوان «مترجم برتر در حوزه زبان عربی» برگزیده شد.

## آثار
- ترجمه و تصحیح تجارب الامم ابوعلی مسکویه
- تصحیح کیمیای سعادت زنجانی
- ترتیب السعادات ابوعلی مسکویه
- ترجمه قرآن کریم
- ترجمه و تصحیح دیوان منسوب به امام علی
- ترجمه طهاره العراق ابوعلی مسکویه
- زندگی و کارنامه علمی مشکویه رازی